# Ligaba
Ligaba – funkcja dworska w Cesarstwie Etiopii.
Pierwotnie jego kompetencje były zbliżone do mistrza ceremonii. Stopniowo jego pozycja ulegała wzmocnieniu, uzyskał także prawo do wydawania rozkazów dowódcom armii.
W hierarchii godności wojskowych zajmował czwarte miejsce, za ras bitueddedem, rasem i dedżazmaczem.